# ビートたけしのスポーツ大将
『ビートたけしのスポーツ大将』（ビートたけしのスポーツたいしょう）はテレビ朝日制作のスポーツバラエティ番組で、ビートたけしの冠番組でもある。
第1期は1985年4月16日から1987年3月24日まで、第2期は1988年2月10日から1990年2月27日まで、それぞれ放送され、第3期は2017年11月12日から2018年9月16日まで放送された。

## 番組概要
ビートたけしとその弟子軍団であるたけし軍団&たけし軍団セピアの面々が、野球、陸上競技、サッカーなど様々なスポーツに挑戦、番組で募集した一般視聴者チームや芸能人チームなどと対戦したり、スタジオでの実技挑戦などに取り組んでいた。プロ野球シーズンオフになるとプロ野球選手も草野球対決などで登場することがあった。

### 第1期終了・第2期開始
1986年12月のフライデー襲撃事件でたけしが芸能活動を自粛した事に伴い、タイトルから「ビートたけしの」のクレジットを削除した「スポーツ大将」として放映された。留守を預かったのはフリーアナウンサーの志生野温夫と事件に不参加のたけし軍団メンバー、つまみ枝豆、井手らっきょ、ラッシャー板前であった。たけしが復帰しないまま1987年3月に第1期が終了。最終回では3人から「今回で一時休み」と伝えられ「我々たけし軍団も、もっともっとトレーニングを積んで皆さんからの挑戦をお待ちしています」と復活を示唆するメッセージを残し、最後は野球でのたけしと思しき背番号30の後ろ姿で締めくくった。たけしが芸能活動を再開するのにあわせて、約1年後の1988年2月10日から第2期を再開し、1990年まで放映された。
1985年の大晦日にはこの番組の延長線的なスペシャル番組『ビートたけしの元祖マラソン野球中継』が生放送され、1986年と1987年大晦日にも放送された。同特番では神宮球場での草野球チームとプロ野球チームの試合を放送しながら、並行して別会場で行うスキーや水泳などの競技を合間に生中継する番組だった。ただし、1986年はフライデー襲撃事件を受けてたけしと軍団メンバーはチームから外れてタイトルも『大晦日恒例!元祖マラソン野球生中継』に改題されている。

### 第2期終了とその後
1990年2月27日をもって第2期は終了。
なお、第2期終了後、『水曜スーパーキャスト』の枠内で『ビートたけしのスポーツのススメ』というタイトルで特番を数回放送している。この特番ではたけしと軍団メンバーが芸能人および親交のある制作会社スタッフや自身のマネージャーらとの混成チームと対決する企画に絞られた。

#### 復活版
2015年3月22日（日曜日）18:57 - 23:10（JST）に、1990年2月の第2期終了以来の25年ぶりに当番組の復活特番『ビートたけしのスポーツ大将2015〜ナインティナインも参戦SP〜』を放送（ただし、『日曜エンタ』枠外での放送）。2016年2月14日（日曜日）18:57 - 23:10（『日曜エンタ』枠）、2017年2月26日（日曜日）18:57 - 23:10（『日曜エンタ』枠外での放送）にも復活特番が放送された。

### 第3期開始
2017年11月から2018年9月まで日曜19:58 - 20:54にレギュラー番組として再復活することになった。なお、当該枠は2017年9月まで、朝日放送（当時。2018年4月1日からは認定放送持株会社移行に伴う商号変更ならびに分社化後のため、朝日放送テレビ）制作全国ネット枠であったが、本番組の開始により、2001年10月の『弾丸!ヒーローズ』以来16年間続いた朝日放送（当時）制作の日曜20時台のバラエティ枠が『ポツンと一軒家』の放送が開始されるおよそ1年の間、途絶えることになった。日曜20時枠がテレビ朝日制作枠になるのは、『イナズマ!ロンドンハーツ』（現：ロンドンハーツ）以来16年ぶりになる。たけしとナインティナインによる司会は、『THE MANZAI』以来。
2018年9月16日の最終回2時間スペシャルでレギュラー枠での終了が正式に決定し（ただし、番組表上に最終回マークはなかった。）、同年10月7日からは本番組が放送されていた時間帯は再度朝日放送テレビ制作枠に1年ぶりに復帰し、『ポツンと一軒家』のレギュラー放送を開始（初回は18:30開始の2時間半スペシャル）。本番組は不定期スペシャル番組となった。そして終了して半年後の2019年3月3日に『サンデープレゼント』（日曜13:55 - 15:20）枠で、レギュラー終了後初の放送となった。
『日曜もアメトーーク!』のSP編成や特別番組などで休止する週が多く、月に1、2回程度の放送であった（放送が無かった月もあった）。なお、最も放送が多かった月は2018年6月で、3回であった。また、多くが2時間以上のSP編成で放送され、通常編成での放送は2017年11月26日の1回のみであった。

## 放送時間
第1期（1985年4月 - 1987年3月）
- 毎週火曜日 20:00 - 20:54（JST）

第2期前半（1988年2月 - 1989年3月）
- 毎週水曜日 20:00 - 20:54（JST）

第2期後半（1989年4月 - 1990年2月）
- 毎週火曜日 19:00 - 19:55（JST）

『ニュースシャトル』の放送時間変更と『水曜スーパーテレビ』の開始に伴って枠移行
第3期（2017年11月 - 2018年9月）
- 毎週日曜日 19:58 - 20:54（JST）

## 主な競技
陸上競技
軍団・セピアが募集に応募した一般視聴者と対戦。
バレーボール
軍団・セピアに加えて白井貴子を中心としたモントリオールオリンピック女子代表選手が一般視聴者と対戦。主にママさんバレーのチームと対戦した。当初は弱かったが徐々に上達し、番組後期にはAクイックを繰り出すなど強くなった。
サッカー
軍団・セピアに加えてセルジオ越後やカルロス・ニコトラ（ラモス瑠偉のいとこ）、カルバリオ等、当時のサッカー日本リーグ経験者が一般視聴者と対戦。助っ人として奥寺康彦や帰国したばかりの三浦知良が参加した事もある。また特番では明石家さんま率いる芸能人ドリームチームのザ・ミイラや、ジャッキー・チェン率いる香港スター軍団と対戦した事もある。
ゴルフ
たけしと軍団メンバー1人が芸能人とペア同士で対戦。長嶋茂雄、大橋巨泉、和田アキ子などが参加。ジュニア時代の東尾理子も参加した事があり、たけしに圧勝している。
水泳
軍団・セピアが一般視聴者と対戦。たけしの当時のマネージャーだった菊地忠が「ジキル菊地」の名で参加した事もある。
スキー
軍団・セピアが一般視聴者と共にスキー教室を行い、スラロームのスピード対決などを行った。応募した家族参加者に混じって間寛平一家が参加した事もある。
スケート
軍団・セピアが一般視聴者と対戦。渡部絵美がコーチとして参加した事もある。
ソフトボール
番組企画で募集した女たけし軍チームと一般視聴者チームが対戦。
ハンドボール
国体出場経験もあるそのまんま東を中心に、学生等のアマチュアチームと対戦。当時の実業団強豪チームとも対戦した。
バスケットボール
軍団・セピアが一般視聴者チームと対戦。特番では松山千春率いるチームと対戦した事もある。
卓球
たけしと軍団が予選を勝ち抜いた一般視聴者家族チームとペアで対戦。特番では芸能人やプロ野球選手チームとも対戦した。
野球
たけし軍団の草野球チームが一般視聴者チームと対戦。フジテレビからプロデューサーを含むものまね四天王率いるものまね芸人が対戦相手に登場したこともあった。助っ人としてアニマル・レスリー（元阪急）や富田勝（元巨人）などプロ野球OBも参加。特番では所ジョージチームや仰木彬率いるプロ野球現役選手チーム等と対戦した事もある。初期には番組企画で井手らっきょが日本ハムの入団テストを受け、合格した事もある。番組後期にはプロ野球入団テスト受験を目的に「プロ野球予備軍」を募集。稲尾和久や江夏豊などをコーチに迎え実際に入団テストを受験したが、こちらは一人も合格者を出す事は出来なかった。また大森うたえもんが完全試合を達成している。
ボウリング
大橋巨泉や所ジョージらと対戦。2対2のチーム戦の場合、たけしは軍団の中でもボウリングがうまいガダルカナル・タカとペアを組んでいた。大橋巨泉は、ボディアクションが激しく、総集編のときにアクションをまとめたVTRが流され、たけしたちは大笑いしていた。
たけしの穴
主にスポーツが苦手な子供を対象に、プロのコーチが教室を開いて苦手を克服しようという企画。水泳、スキー、スケート等で行われた。
モータースポーツ
1985年、たけしの義弟の松田秀士をドライバーに擁して「たけしプロジェクトレーシングチーム」として全日本F2選手権に参戦。当時F2のトップドライバーだった中嶋悟をライバルに据え、「待ってろ中嶋」をモットーとした。バブル経済真っ只中で多くの芸能人がレースチームの所謂「お飾り監督」になる中、たけし自ら忙しいスケジュールの合間を縫ってサーキットに訪れる等かなりの熱の入れようで、チームとしても1992年まで存続した。

## 人形キャラクター
この番組ではいわゆる人形キャラクターも繰り出して視聴者と対決するコーナーもあった。後年にシルシルミシルにてカール君・小カール君ターボ・ツヨイナーちゃんが登場したが、この内、カール君とツヨイナーちゃんだけ非常に状態が悪く（ほとんどの部分で骨格が露出している）、唯一状態が良いものは小カール君ターボのみである。
カール君
100m走の優勝者が、カール・ルイスを模した人形と対戦するもので、カール君は100mのトラックをレール上で走るというものだった。その後、人形は対小学生用に開発された少年型の小カール君、小カール君の胸元に赤いパトライトが取り付けられレース後半で急加速する仕様になった小カール君ターボへと変更された。レール上を走る特性上、レース中に脱線してリタイヤすることがしばしばあった（特にカール君に多かった）。
また、挑戦者が小カール君よりも早い時にカール君が登場するが、そのスピードが100mで8秒台を出してしまい、「本物より速いじゃないか」と突っ込みを入れられたことがあった。
ダイナマイトジョンソン君〜ツヨイナーちゃん
第2期開始時にカール君に替わって登場したベン・ジョンソンを模した人形。モデルのジョンソンがソウルオリンピックでのドーピング違反で金メダルを剥奪された不祥事を起こした事から、フローレンス・グリフィス=ジョイナーを模したツヨイナーちゃんに変更された。
トビウオ君
水泳において挑戦者と一騎討ちする人形。スクリュー付きの人形なのだが、水上で浮いており操縦できないのでよく方向が逸れてコースアウトしていた。
球道君
番組にも数回ゲスト出演した水島新司の野球劇画『球道くん』の主人公・中西球道をモチーフにした人形を張り合わせたピッチングマシーンを使い、草野球選手がそれを打てるかという企画だった（なお、新司の子息である新太郎は放送当時たけし軍団セピアのメンバーだった）。
北野暴流闘（きたの・ぼると）君
2015年の復活特番において登場した100m走用の人形で、外観はたけしを模しながらも名前はウサイン・ボルトに掛けており、手にボルトを持っている。カール君らは100mを11秒前後で走っていたが、100mを実際のボルト並みの9秒台で走ることができる。

## エピソード
- 野球コーナーでは特別編として1986年8月頃に「たけし軍対名球会」が行われた。しかし放映予定時がフライデー襲撃事件と重なってしまった事から放送無期延期となった後、1988年秋に約1年半遅れで放送された。試合結果は先発の金田正一は好投したものの、引退間もない平松政次などが打ち込まれて完敗。金田がリベンジを誓い、これが後に正月恒例の「名球会VSビートたけし&芸能界ドリームチーム」に繋がる。
- 野球コーナーでは、後に阪神タイガースに入団する麦倉洋一が中学生時代に出演したことがある。試合はたけし軍団と対決し1安打完封、たけしに「君はプロでやっていける」と絶賛された。
- ※1989年、サッカーコーナーで助っ人として参加した三浦知良がゴールを決めた際にカズダンスを披露した、これが日本のテレビで初めてカズダンスが放送された場面である。
- ※回数は少なかったがボウリングも行われていた。番組後期には大橋巨泉が参戦、独特のボディーアクションが笑いを誘った。総集編のときに巨泉のボディーアクションをまとめたVTRが流され、たけしたちは大笑いしていた。
  - ※は、2015年3月22日の復活特番でも放送された。
- たけしが番組内のトークで「実は跳び箱が出来ない」と語った事から、『オールナイトニッポン』と共同で、オリンピックイヤーに因んで「たけしの跳び箱オリンピック」なる企画が放送された。ニッポン放送の栗村智の実況・森末慎二の解説でニッポン放送スタジオ内で行われ、最終的に8弾をクリアして克服に成功した。この模様は『オールナイトニッポン』では1988年12月1日に、『スポーツ大将』では同年12月14日に放送された。

## '86オールスター!!秋の番組対抗スポーツ大将スペシャル
- 1986年9月23日には『'86オールスター!!秋の番組対抗スポーツ大将スペシャル』というテレビ朝日系番組対抗形式の特番が行われた。これはそれまでテレビ朝日が期首特番として放送していた『オールスター番組対抗ボウリング大会』の流れを汲む形で企画されたが、レギュラー版の一旦終了も相まって1回きりの開催に終わった。

### 放送時間
- 火曜20:00 - 21:48（JST）
  - 通常枠を拡大しての放送。それまでの改編期特番は全て『（新）水曜スペシャル』枠で放送されたので、非単発枠で放送されたのは初。また初めて「20時台開始」・「21時台終了」となった。

### 参加番組
体育館コーナー
主にテレビドラマやバラエティ番組が出演した。「体育館」とされているが、『暴れん坊将軍』と『かるがも病院』は野外でソフトボール対戦を行った。
- ビートたけしのスポーツ大将
- 特捜最前線
- 暴れん坊将軍II
- 京都かるがも病院
- 女ふたり捜査官
- どうぶつ通り夢ランド
- 遊びにおいで
- 象印クイズヒントでピント
- ミュージックステーション（メンバーが関口宏・早見優だけだったので、当番組からサード長嶋とおぼっちゃま(水島新太郎)が助っ人として加入した。なお早見は、司会：渡辺宜嗣アナウンサーの補佐も担当した）
- 純ちゃん・郁恵の自慢じゃないけど

屋外コーナー
こちらはテレビアニメ・特撮番組といった子供向け作品が出演、アニメは声優が出演か、着ぐるみキャラクターが出演のどちらかとなった。
- 藤子アニメ

- ドラえもん
- 藤子不二雄ワイド（パーマン・忍者ハットリくん・プロゴルファー猿）
- オバケのQ太郎

- 聖闘士星矢
- 宇宙船サジタリウス
- 超新星フラッシュマン
- 時空戦士スピルバン

『ドラえもん』の骨川スネ夫・『パーマン』（藤子不二雄ワイド内アニメ）のパーマン4号・『オバケのQ太郎』のハカセの声を担当した肝付兼太が出演し、快走を見せたこともあった。

### 紹介だけの番組
次の3番組はソフトボール対戦（『暴れん坊』×『かるがも病院）終了後に紹介されただけで、番組には参加しなかった。全て朝日放送制作作品である。
- 必殺まっしぐら!
- テーマはおんな
- 文珍なぞなぞランド

### 各賞
最優秀チーム賞
- 特捜最前線

最優秀選手賞
- ビートたけし

敢闘選手賞
- 羽賀研二
- 早見優
- 鷲見利恵

敢闘チーム賞
- 京都かるがも病院
- 象印クイズヒントでピント
- ミュージックステーション
- 女ふたり捜査官

優秀選手賞
- 阿部祐二
- 木村元

優秀チーム賞
- ビートたけしのスポーツ大将
- どうぶつ通り夢ランド

特別賞
- 高橋英樹

## 番組ネット局

### 第1期・第2期
系列は放送当時のもの。
| 放送対象地域   | 放送局             | 系列                                         | レギュラー放送のネット形態 | 備考 |
| -------------- | ------------------ | -------------------------------------------- | -------------------------- | --- |
| 関東広域圏     | テレビ朝日         | テレビ朝日系列                               | 制作局                     | |
| 北海道         | 北海道テレビ       | テレビ朝日系列                               | 同時ネット                 | |
| 青森県         | 青森放送           | 日本テレビ系列 テレビ朝日系列                | 遅れネット                 | |
| 青森県         | 青森朝日放送       | テレビ朝日系列                               |                            | 『スポーツ大将2015』から |
| 岩手県         | 岩手朝日テレビ     | テレビ朝日系列                               |                            | 『スポーツ大将2015』から |
| 宮城県         | 東日本放送         | テレビ朝日系列                               | 同時ネット                 | |
| 秋田県         | 秋田テレビ         | フジテレビ系列 テレビ朝日系列                | 遅れネット                 | 第1期のみ |
| 秋田県         | 秋田放送           | 日本テレビ系列                               | 遅れネット                 | 第2期のみ |
| 秋田県         | 秋田朝日放送       | テレビ朝日系列                               |                            | 『スポーツ大将2015』から |
| 山形県         | 山形放送           | 日本テレビ系列 テレビ朝日系列                | 遅れネット                 | |
| 山形県         | 山形テレビ         | テレビ朝日系列                               |                            | 『スポーツ大将2015』から |
| 福島県         | 福島放送           | テレビ朝日系列                               | 同時ネット                 | |
| 山梨県         | 山梨放送           | 日本テレビ系列                               | 遅れネット                 | |
| 新潟県         | 新潟テレビ21       | テレビ朝日系列                               | 同時ネット                 | |
| 長野県         | テレビ信州         | テレビ朝日系列 日本テレビ系列                | 同時ネット                 | |
| 長野県         | 長野朝日放送       | テレビ朝日系列                               |                            | 『スポーツ大将2015』から |
| 静岡県         | 静岡けんみんテレビ | テレビ朝日系列                               | 同時ネット                 | 現：静岡朝日テレビ |
| 富山県         | 北日本放送         | 日本テレビ系列                               | 遅れネット                 | |
| 石川県         | 石川テレビ         | フジテレビ系列                               | 遅れネット                 | 第1期は土曜 12:00 - 12:55にて放送されていたが、1985年9月28日に打ち切り。 第2期は1989年当時は月曜 19:00 - 19:54に遅れネット。 |
| 石川県         | 北陸朝日放送       | テレビ朝日系列                               |                            | 『スポーツ大将2015』から |
| 福井県         | 福井放送           | 日本テレビ系列 テレビ朝日系列                | 遅れネット                 | 1987年2月当時は月曜 21:00 - 21:54に遅れネット。 1988年4月10日から1989年3月27日まで月曜 22:00 - 22:54に5日遅れネット。 1989年4月8日から1990年3月3日まで土曜 16:00 - 16:54に4日遅れネット。 1989年3月までは日本テレビ系単独加盟局 |
| 中京広域圏     | 名古屋テレビ       | テレビ朝日系列                               | 同時ネット                 | |
| 近畿広域圏     | 朝日放送           | テレビ朝日系列                               | 同時ネット                 | （現・朝日放送グループホールディングス） 2018年3月（2017年度最終放送日）までは、同年4月1日の認定放送持株会社移行に伴う商号変更並びに分社化前のため、左記の局名。                                                                |
| 鳥取県・島根県 | 日本海テレビ       | 日本テレビ系列                               | 遅れネット                 | 1989年9月まで |
| 鳥取県・島根県 | 山陰放送           | TBS系列                                      | 遅れネット                 | 1989年10月から |
| 広島県         | 広島ホームテレビ   | テレビ朝日系列                               | 同時ネット                 | |
| 山口県         | 山口放送           | 日本テレビ系列 テレビ朝日系列                | 遅れネット                 | |
| 山口県         | 山口朝日放送       | テレビ朝日系列                               |                            | 『スポーツ大将2015』から |
| 徳島県         | 四国放送           | 日本テレビ系列                               | 遅れネット                 | |
| 香川県・岡山県 | 瀬戸内海放送       | テレビ朝日系列                               | 同時ネット                 | |
| 愛媛県         | テレビ愛媛         | フジテレビ系列                               | 遅れネット                 | |
| 愛媛県         | 愛媛朝日テレビ     | テレビ朝日系列                               |                            | 『スポーツ大将2015』から |
| 高知県         | 高知放送           | 日本テレビ系列                               | 遅れネット                 | |
| 福岡県         | 九州朝日放送       | テレビ朝日系列                               | 同時ネット                 | |
| 長崎県         | 長崎放送           | TBS系列                                      | 遅れネット                 | |
| 長崎県         | 長崎文化放送       | テレビ朝日系列                               |                            | 『スポーツ大将2015』から |
| 熊本県         | 熊本放送           | TBS系列                                      | 遅れネット                 | 1989年9月まで |
| 熊本県         | 熊本朝日放送       | テレビ朝日系列                               | 同時ネット                 | 1989年10月の開局から |
| 大分県         | 大分放送           | TBS系列                                      | 遅れネット                 | 第1期のみ |
| 大分県         | テレビ大分         | 日本テレビ系列 フジテレビ系列 テレビ朝日系列 | 同時ネット →遅れネット     | 第2期のみを放送 |
| 大分県         | 大分朝日放送       | テレビ朝日系列                               |                            | 『スポーツ大将2015』から |
| 宮崎県         | 宮崎放送           | TBS系列                                      | 遅れネット                 | |
| 鹿児島県       | 鹿児島放送         | テレビ朝日系列                               | 同時ネット                 | |
| 沖縄県         | 沖縄テレビ         | フジテレビ系列                               | 不定期放送                 | |
| 沖縄県         | 琉球朝日放送       | テレビ朝日系列                               |                            | 『スポーツ大将2015』から |

### 第3期
| 放送対象地域   | 放送局                       | 系列           | 放送日時           | 遅れ       |
| -------------- | ---------------------------- | -------------- | ------------------ | ---------- |
| 関東広域圏     | テレビ朝日（EX）             | テレビ朝日系列 | 日曜 19:58 - 20:54 | 制作局     |
| 北海道         | 北海道テレビ（HTB）          | テレビ朝日系列 | 日曜 19:58 - 20:54 | 同時ネット |
| 青森県         | 青森朝日放送（ABA）          | テレビ朝日系列 | 日曜 19:58 - 20:54 | 同時ネット |
| 岩手県         | 岩手朝日テレビ（IAT）        | テレビ朝日系列 | 日曜 19:58 - 20:54 | 同時ネット |
| 宮城県         | 東日本放送（KHB）            | テレビ朝日系列 | 日曜 19:58 - 20:54 | 同時ネット |
| 秋田県         | 秋田朝日放送（AAB）          | テレビ朝日系列 | 日曜 19:58 - 20:54 | 同時ネット |
| 山形県         | 山形テレビ（YTS）            | テレビ朝日系列 | 日曜 19:58 - 20:54 | 同時ネット |
| 福島県         | 福島放送（KFB）              | テレビ朝日系列 | 日曜 19:58 - 20:54 | 同時ネット |
| 新潟県         | 新潟テレビ21（UX）           | テレビ朝日系列 | 日曜 19:58 - 20:54 | 同時ネット |
| 長野県         | 長野朝日放送（abn）          | テレビ朝日系列 | 日曜 19:58 - 20:54 | 同時ネット |
| 静岡県         | 静岡朝日テレビ（SATV）       | テレビ朝日系列 | 日曜 19:58 - 20:54 | 同時ネット |
| 石川県         | 北陸朝日放送（HAB）          | テレビ朝日系列 | 日曜 19:58 - 20:54 | 同時ネット |
| 中京広域圏     | 名古屋テレビ（メ～テレ/NBN） | テレビ朝日系列 | 日曜 19:58 - 20:54 | 同時ネット |
| 近畿広域圏     | 朝日放送テレビ（ABC TV）     | テレビ朝日系列 | 日曜 19:58 - 20:54 | 同時ネット |
| 広島県         | 広島ホームテレビ（HOME）     | テレビ朝日系列 | 日曜 19:58 - 20:54 | 同時ネット |
| 山口県         | 山口朝日放送（yab）          | テレビ朝日系列 | 日曜 19:58 - 20:54 | 同時ネット |
| 香川県・岡山県 | 瀬戸内海放送（KSB）          | テレビ朝日系列 | 日曜 19:58 - 20:54 | 同時ネット |
| 愛媛県         | 愛媛朝日テレビ（eat）        | テレビ朝日系列 | 日曜 19:58 - 20:54 | 同時ネット |
| 福岡県         | 九州朝日放送（KBC）          | テレビ朝日系列 | 日曜 19:58 - 20:54 | 同時ネット |
| 長崎県         | 長崎文化放送（ncc）          | テレビ朝日系列 | 日曜 19:58 - 20:54 | 同時ネット |
| 熊本県         | 熊本朝日放送（KAB）          | テレビ朝日系列 | 日曜 19:58 - 20:54 | 同時ネット |
| 大分県         | 大分朝日放送（OAB）          | テレビ朝日系列 | 日曜 19:58 - 20:54 | 同時ネット |
| 鹿児島県       | 鹿児島放送（KKB）            | テレビ朝日系列 | 日曜 19:58 - 20:54 | 同時ネット |
| 沖縄県         | 琉球朝日放送（QAB）          | テレビ朝日系列 | 日曜 19:58 - 20:54 | 同時ネット |

## ビートたけしのスポーツ大将～ナインティナインも参戦SP

### ビートたけしのスポーツ大将2015～ナインティナインも参戦SP

#### 概要
主に、2020年に開催予定の『東京オリンピック』で活躍が期待される小中高生が、プロやナインティナインと対決する内容となっている。また、レギュラー放送当時の秘蔵VTRを紹介するコーナーが設けられた。
オープニングなどに使用されるBGMはレギュラー版と同じだったが、タイトルロゴは一新されていた。

#### 主な競技
陸上競技
北野暴流闘（きたの・ぼると）君に、芸能人・スポーツ選手や、陸上短距離で活躍する小中高生が100m走で挑む。暴流闘君は前述のとおり、100mを9秒台で走れるため、芸能人・スポーツ選手には最大20mまでのハンデが申告により与えられ、小中高生には年齢に応じて最大20mのハンデが与えられた。
水泳
競泳メダリスト（立石・寺川）に、好記録を持つ小学生が挑む。平泳ぎの立石には、200mを立石1人に対し、4人の小学生が50mずつの平泳ぎリレーで挑む。背泳ぎの寺川には、当時寺川が産休明けであることを考慮し、男女それぞれの小学生1名がハンデなしの50m泳で挑む（なお、男子の小学生代表は、事前に岡村（自由形かつフィンの使用許可のハンデあり）でエキシビジョンを行い勝利。結果的に、これがウォーミングアップになり、寺川に勝利かつ自己最高記録を出すことになった。）。いずれも小学生が勝利（背泳ぎは2名ともノーハンデで勝利し、先着は男子代表）。
卓球
大会実績のある小学生男子・中学生女子（伊藤美誠）が登場し、あらゆる技を披露する。こちらも男子の小学生代表が事前にナインティナインとエキシビジョンを行い、勝利している。
ゴルフ
大会実績のある小学生男女ペアチーム、古閑プロ、たけし・ナインティナインチームの3チームが、スタジオに設置されたセント・アンドリュースの17番ホールを再現したバンカーで、バンカーショット対決。カップインしたチームが勝利（あまりに難易度が高いため、途中でカップの大きさが拡大された）。小学生チームが勝利。
サッカー
大会実績のある小学生3人のチームと、ナインティナインがPK対決。いずれもゴールキーパーはシジマールが立ちはだかる。小学生チームが勝利。
バドミントン
大会実績のある小学生女子ペアと、小椋・陣内ペアが対決。この競技のみ、小学生は敗戦し、プロ側の勝利。こちらも事前にナインティナイン（一部にたけしも乱入）とエキシビジョンを行い、勝利している。
野球
大会実績のある小中学生ピッチャーが、山崎（3番）・ラミレス（4番）・里崎（5番）のクリーンナップトリオを三者凡退に打ち取れば勝利。この形での勝者はいなかったが、最後の挑戦者となったピッチャーが里崎に対し四球だったため、挑戦者・里崎ともに決着をつけたい意向で再挑戦が行われ、里崎を打ち取り唯一クリーンナップトリオに勝利した。

#### 主な出演者
MC
- ビートたけし
- ナインティナイン（岡村隆史・矢部浩之）

##### 出場者
スーパーキッズ
※あくまで原則は一般の小中高生であるため、ウィキペディアに個別記事のある選手のみ下記に記載
- 伊藤美誠（卓球）
- 張本智和（卓球）

バドミントン
- 小椋久美子
- 陣内貴美子

サッカー
- シジマール・アントニオ・マルチンス

野球
- 山崎武司
- 里崎智也
- アレックス・ラミレス

ゴルフ
- 古閑美保

水泳
- 寺川綾
- 立石諒

陸上
- 中村昌也
- 木下典明
- 福徳秀介
- 根岸拓哉
- あばれる君
- 土井杏南
- 木村真野
- オカダ・カズチカ
- 錦野旦
- 清水聡
- 加賀谷秀明
- 武田修宏
- 猫ひろし
- 屋鋪要
- 鈴木あや
- 郷司利也子
- なかやまきんに君

総集編
- ガナルカナル・タカ
- つまみ枝豆
- ラッシャー板前
- 井手らっきょ

総集編（VTR）
- たけし軍団
- 大橋巨泉
- 所ジョージ
- 松山千春
- ジョニー大倉
- バカルディ（現 さまぁ〜ず）
  - 三村マサカズ
  - 大竹一樹
- テンション（お笑いコンビ時代）
  - 田口浩正
  - 小浦一優（現 芋洗坂係長）
- TEAM-0（お笑いコンビ時代）
  - 山崎邦正（現 月亭方正）
  - 軌保博光（現 てんつくマン）
- 森脇健児（100m走に出場。当時大学生）
- 石川秀美
- 三浦知良
- 川平慈英
- 神取忍
- 仲村トオル
- 立花理佐
- 今いくよ・くるよ
- 東尾修・東尾理子
- 石田純一
- 永島敏行
- 綾小路翔（小学生時代に「家族対抗リレー」に出場）

### ビートたけしのスポーツ大将2016～ナインティナインも参戦SP

#### 概要
- 2015年と同様の内容

#### 主な競技
スーパーキッズ
- 木原美悠（卓球）

野球
- 井口資仁
- 福留孝介
- 和田一浩

サッカー
- 中田浩二
- シジマール・アントニオ・マルチンス

ゴルフ
- 上田桃子

競泳
- 瀬戸大也
- 立石諒

卓球
- 藤沼亜衣

アーチェリー
- 山本博

#### 主な出演者
MC
- ビートたけし
- ナインティナイン（岡村隆史・矢部浩之）

### ビートたけしのスポーツ大将2017～ナインティナインも参戦SP

#### 主な競技
スーパーキッズ
- 松島輝空（卓球）[13]

競泳
- 瀬戸大也
- 松田丈志
- 金藤理絵
- 星奈津美

卓球
- 水谷隼

ゴルフ
- 宮里藍

バドミントン
- 小椋久美子
- 池田信太郎

サッカー
- 川口能活

ウエイトリフティング
- 三宅宏実

野球
- 秋山翔吾
- 森友哉
- 平田良介

陸上
- ケンブリッジ飛鳥

#### 主な出演者
MC
- ビートたけし
- ナインティナイン（岡村隆史・矢部浩之）

## 番組後のクロスプログラム

### 21時台→21・22時台の番組とのクロスプログラム
その後は、ビートたけしとナインティナインが「スポーツ大将の後は…」とは紹介せず、『サンデーステーション』→『日曜プライム』の生クロスプログラムを流すようになった。

## スタッフ

### 第1・2期
- 企画：北野武、皇達也
- 構成：笠博勝
- 音楽：安久雄滋、高木洋（復活特番のみ）
- 実況：志生野温夫、吉沢一彦（テレビ朝日アナウンサー）、松苗慎一郎（テレビ朝日アナウンサー）
- TD：後藤賢、江原淳一
- カメラ：山内克彦、須永高義、小沢寛
- 映像：戸塚信也
- 音声：宮沢庸介
- 照明：高橋孝男
- 効果：高本英慈
- 編集：IMAGICA
- 美術：黒田信彦
- 大道具：深谷浩造
- 小道具：樋口光四郎
- 衣装：高橋喜一郎
- タイトル：盛合正典
- 技術協力：東通 海老谷充
- 製作協力：森昌行
- 企画協力：オフィス北野
- ディレクター：市川秀和、沢将晃
- 演出：青山幸光
- プロデューサー：湧口義輝
- 制作著作：テレビ朝日

### 第3期
- ナレーション：垂木勉、佐藤政道
- 実況：テレビ朝日アナウンサー
- 構成：水野英昭
- TM：福元昭彦
- TD：平間隆啓
- カメラ：佐藤邦彦、首藤祥太
- 音声：高橋裕史、佐久間裕子
- VE：竹内達史、高橋秀文
- 照明：松原功幸、高木英紀
- スロー：浅田康和
- ロケ技術：菊池守
- 美術統括：井磧伸介
- デザイン：山下高広、香川凌也
- 美術進行：渡邊眞太郎、吉居真夏
- 大道具装置：濱本眞子
- 大道具：畠山豊
- 特機：黒野堅太郎
- 電飾：竹本武司
- 特効：釜田智志
- 水泳会場施工：山本悌睦
- メイク：川口カツラ店
- 編集：若山友信、玉置謙一
- MA：兼清和寛、福島由幸
- 音響効果：大峡邦彦、鈴木佑太
- CGデザイン：小林宏嗣
- 編成：田中真由子、篠宮康希→山本文隆
- 宣伝：堀場綾枝子、佐藤明日香
- 技術協力：テイクシステムズ、テレテック、KYORITZ、木村工機、池田屋、TSP、ブルーアース、ロッコウプロモーション
- 美術協力：/tv asahi create、テルミック他
- 企画協力：オフィス北野
- 制作協力：ビジュアルヴォイス、ドラゴンエンタテインメント、花組
- リサーチ：鶴田勝哉、齊藤寛道
- AD：竹原信太郎、貝沼亜美、武藤壱幸、原美桜子、野本彩芽、浅香拓哉、大西弘記、森川大三、長谷川貴彦、荒川慧介、須田梨紗子
- デスク：原利加子
- TK：高橋由佳
- AP：榎本有紀、藤澤明季子、宮﨑浩子、正頭なおみ、佐藤弘興、北村真紀
- 統括：藤井智久
- ディレクター：奥田隆英、川口達也、牛嶋創一、白野勝敏、須田基之、植田弘樹、篠原崇、勝木拓郎、浅田大佑、渡邊伸、山口堅太郎、高見慎哉、和田彩、小野晋太郎（小野→以前はAD）、甲斐将之、後藤北斗・菊岡大輔、丸山諒、坂井由里子、阿部和泉美、福井玄樹、長浜多市、山岸慎太郎
- プロデューサー：髙橋伸之、石和富志男、纐纈勇人、乾弘明、石田直央、加藤和廣、橋本孔一、伊波智紀、寿崎和臣
- プロデューサー・演出：松本能幸
- ゼネラルプロデューサー：寺田伸也
- 制作著作：テレビ朝日

### 復活SP（2015年以降）
2017年2月26日時点
- ナレーション：垂木勉、佐藤政道
- 構成：水野英昭
- TM：福元昭彦
- TD：平間隆啓、斉藤匡
- カメラ：斉藤紘志、吉武佑祐
- 音声：高橋英史、鈴木英典
- VE：竹内達史、小川博
- スロー：永嶋佳佑、芹澤勇樹
- 照明：中本明人、脇田雅夫
- ロケ技術：菊池守
- 美術統括：井磧伸介
- デザイン：山下高広
- 美術進行：山本和記、吉居真夏
- 大道具装置：濱本眞子
- 大道具：畠山豊
- 特機：佐々木航
- 電飾：佐藤優
- 特効：釜田智志
- 水泳会場施工：山本悌睦（2016年は悌磨名義で会場施工）
- メイク：川口カツラ店
- 編集：玉置謙一、堀内雄大
- MIX：奴賀貴幸、青木雅春
- 音響効果：大峡邦彦
- CGデザイン：小林宏嗣
- 編成：田中真由子、篠宮康希
- 宣伝：堀場綾枝子、佐々木智世
- リサーチ：田原拓郎、相楽恵
- AD：竹原信太郎、貝沼亜美、武藤壱幸、畑中智美、渡部有喜、山下瑛美
- デスク：原利加子
- TK：高橋由佳
- AP：犬飼真未、宮崎浩子、榎本有紀、坂本加恵、北村真紀、今井真木子、藤林千絵
- 統括：藤井智久
- ディレクター：奥田隆英、渡辺伸、川口達也、新田良太、小掛義之、白野勝敏、山崎大介、日向健、中村健、池田修大、浅田大佑、石塚達也、甲斐将之、山口堅太郎、大塚華子、井上こうき、唐沢(澤)哲也、後藤北斗／阿部和泉美、岡光徳、青木美詠子、大野亜希、那須野丈
- プロデューサー：寿崎和臣、髙橋伸之、石和富志男、纐纈勇人、加藤和廣、乾弘明、富安いたる、四戸美穂、柳橋宏紀
- プロデューサー・演出：松本能幸
- ゼネラルプロデューサー：寺田伸也
- 企画協力：オフィス北野
- 技術協力：テイクシステムズ、テレテック、KYORITZ、千代田ビデオ、木村工機、ブルーアース、池田屋、IMAGICA、東京オフラインセンター、東京サウンドプロダクション
- 美術協力：テレビ朝日クリエイト、テルミック 他
- 制作協力：VISUAL VOICE、ドラゴンエンタテインメント、TIXﾖ、花組
- 制作著作：テレビ朝日

#### 過去のスタッフ・ 復活SP（2015年以降）
- ナレーション：服部潤
- 構成：そーたに、なかじまはじめ
- TD：勝間敦、福原正之
- カメラ：朝香昌男、長野充那、青木勇太、首藤祥太
- 音声：志村剛、神田雅之、安藤佳代子、塚越雄史
- VE：竹内達史、宇佐美貴士、柳澤満、喜多浩介
- スロー：丸山竜一、西田英一、中村重光、俵谷祐輔
- 照明：山本秀樹、小倉康裕
- デザイン：加藤由紀子
- 美術進行：小笠原五郎
- 特機・電飾：黒野堅太郎
- 小道具：石井拓也
- 装飾：(有)フルール•ノンノン
- ロケ美術車両：東名運輸
- 編集：小野坂智、村上朗仁、藤野誠一、和津田祐樹 (4人共IMAGICA)
- MA：佐藤龍志、原田圭吾、宝月健、近藤宏樹 (4人共IMAGICA)
- 音響効果：竹内陽
- 編成：島川博篤、西岡佐知子、高橋陣
- 宣伝：吉原智美
- リサーチ：齊藤寛道
- AD：寺島功毅、平田新子、箕田隼人、駒奈穂子
- デスク：原利加子、由利倫梨子
- AP：吉田美樹、石田真央、山ノ内禎枝
- ディレクター：大村嘉範、篠原崇、小泉美華、藤澤貴之、木村亮、永良進也、下夷啓詞、松本尚之、峰尾圭一、松井一樹、坂本健太郎、織田智、泊大輔、池田おさむ、太田誠
- プロデューサー：佐藤一馬、平出さとし
- 技術協力：朝日放送 (現：朝日放送テレビ)